# Mont-Dauphin
Mont-Dauphin – miejscowość i gmina we Francji, w regionie Prowansja-Alpy-Lazurowe Wybrzeże, w departamencie Alpy Wysokie.

## Demografia
Według danych na rok 1990 gminę zamieszkiwały 73 osoby, a gęstość zaludnienia wynosiła 126 osób/km². W styczniu 2015 r. Mont-Dauphin zamieszkiwało 156 osób, przy gęstości zaludnienia wynoszącej 269 osób/km².